# Sheldon Hawkes
Sheldon Hawkes est un personnage de fiction, héros de la série télévisée Les Experts : Manhattan. L'acteur américain Hill Harper joue ce rôle.

## Biographie
Sheldon Hawkes est le chef des médecins légistes. Élevé à Harlem, il est un enfant surdoué et obtient son diplôme de chirurgien très tôt. Cet accès prématuré à de grosses responsabilités ne lui laisse pas le temps d’apprendre à gérer la pression. N’ayant pu sauver deux de ses patients et traumatisé par cet échec, il décide d’abandonner une brillante carrière de chirurgien pour devenir médecin légiste à la morgue. 
Il passe vite de la morgue, aux scènes de crimes en accompagnant les experts sur le terrain. À savoir qu'il connaît Peyton Driscoll, la nouvelle médecin légiste dans la saison 3, ils ont en effet travaillé 4 ans ensemble à la Médecine Légale.
Lors de la saison 5, on apprendra que Sheldon a eu une fiancée il y a quelques années de cela. Celle-ci a été violée avec le même mode opératoire que l'enquête en cours (épisode 5x12). Leur séparation l'a beaucoup affecté.
Il est proche et très a l'aise avec Danny mais aussi Stella, qu'il apprécie beaucoup. Sa fonction de médecin légiste le fait régulièrement travailler avec Sid, qui l'affectionne particulièrement